# Факел (клуб по хоккею с мячом)
«Фа́кел» — команда по хоккею с мячом из города Богданович Свердловской области.

## История
В Первенствах России выступал во второй лиге в сезоне 1992—1993, получив повышение в классе специальным решением Федерации хоккея с мячом России.
Начиная с сезона 1993—1994 регулярно выступает в первой (высшей) лиге Первенства России. Участник финальных турниров 1995-96, 1996-97, 1998-99, 2000-03, 2006-07 и 2007-08.
16 ноября 2012 года было объявлено об отказе клуба участвовать в Первенстве России среди команд высшей лиги сезона 2012—2013 в связи с отсутствием финансирования.